# 3717 Thorenia
3717 Thorenia è un asteroide della fascia principale. Scoperto nel 1964, presenta un'orbita caratterizzata da un semiasse maggiore pari a 3,1543869 UA e da un'eccentricità di 0,1762344, inclinata di 2,56372° rispetto all'eclittica.